# Fiat Uno (2010)
Fiat Typ 327 — субкомпактный автомобиль, выпускавшийся компанией Fiat с 2010 по 2021 год. 

## Описание
Название Fiat Uno было возрождено для проекта Typ 327, который в Бразилии назывался Novo Uno. Технически модель аналогична Fiat Palio и Fiat Panda.
Кроме Бразилии, автомобиль продавался в ряде других стран Южной Америки. С 2011 года в семейство входили хетчбэки, до этого были только универсалы. В декабре 2013 года на базе Typ 327 начался выпуск фургонов Uno Furgão или Uno Van, которые являлись заменой Fiat Fiorino.
В сентябре 2014 года автомобиль прошёл рестайлинг, а 1,4-литровый двигатель Fire стал оснащаться системой «старт-стоп». С 2016 года автомобили оснащались двигателями Firefly объёмом 1,0—1,3 литра.
В 2018 году комплектации Way и Sporting были сняты с производства, а полуавтоматическая трансмиссия была упразднена. Таким образом, Fiat Uno выпускался в комплектациях Drive и Attractive.
В конце 2021 года Uno был снят с производства.

## Технические характеристики
|                            | 1.0 Evo                   | 1.0 Evo Way               | 1.0                       | 1.4 Evo                   | 1.4 Evo Way               | 1.3 Sporting              | 1.3 Firefly               |
| Годы производства          | 2015—2018                 | 2015—2018                 | 2018—2021                 | 2015—2021                 | 2015—2021                 | 2017—2018                 | 2017—2018                 |
| Тип                        | Бензиновый двигатель (R4) | Бензиновый двигатель (R4) | Бензиновый двигатель (R4) | Бензиновый двигатель (R4) | Бензиновый двигатель (R4) | Бензиновый двигатель (R4) | Бензиновый двигатель (R4) |
| Объём                      | 999 см³                   | 999 см³                   | 999 см³                   | 1368 см³                  | 1368 см³                  | 1332 см³                  | 1332 см³                  |
| Мощность при об/мин        | 55 кВт (75 л. с.) /6250   | 55 кВт (75 л. с.) /6250   | 57 кВт (77 л. с.)/6250    | 65 кВт (88 л. с.)/5750    | 65 кВт (88 л. с.)/5750    | 80 кВт (109 л. с.)/6250   | 73 кВт (99 л. с.)/6000    |
| Крутящий момент при об/мин | 97 Н⋅м/3850               | 97 Н⋅м/3850               | 107 Н⋅м/3250              | 123 Н⋅м/3500              | 123 Н⋅м/3500              | 139 Н⋅м/3500              | 127 Н⋅м/4000              |
| Привод                     | Передний                  | Передний                  | Передний                  | Передний                  | Передний                  | Передний                  | Передний                  |
| Максимальная скорость      | 153 км/ч                  | 151 км/ч                  | 157 км/ч                  | 164 км/ч                  | 167 км/ч                  | 177 км/ч                  | 165 км/ч                  |
| Разгон до 100 км/ч         | 13,8 сек.                 | 15,8 сек.                 | 12,0 сек.                 | 10,8 сек.                 | 10,8–11,5 сек.            | 9,8 сек.                  | 11,2 сек.                 |

## Галерея

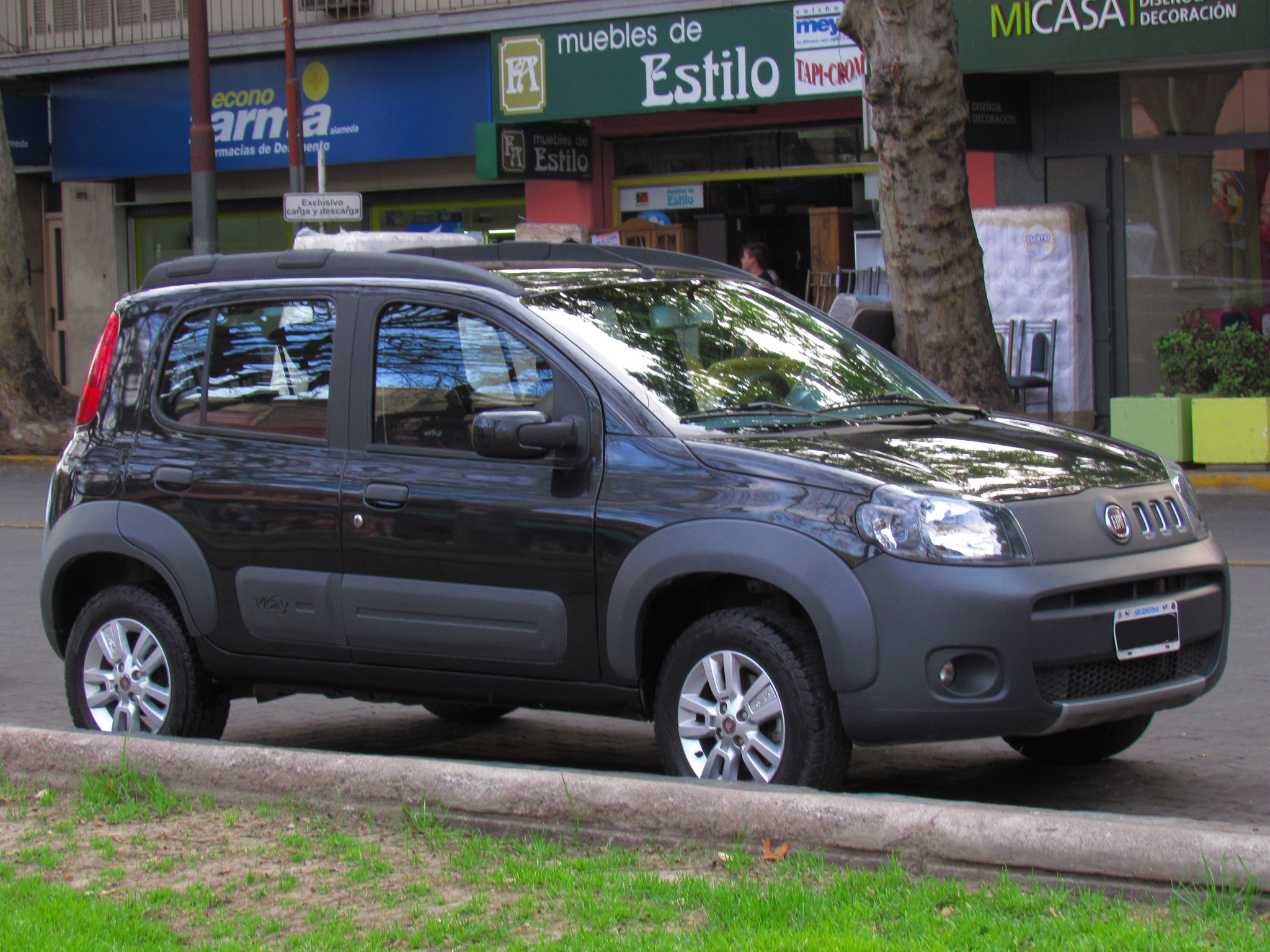
Uno Way (2010—2014)
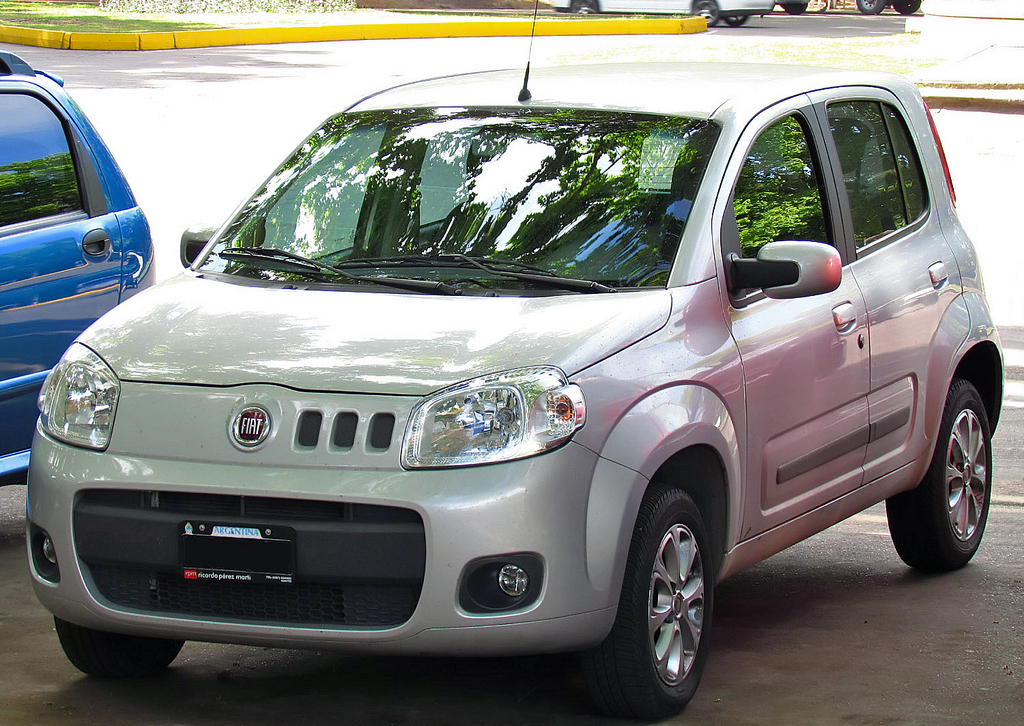
2011 Fiat Uno 1.4 Attractive (Аргентина)
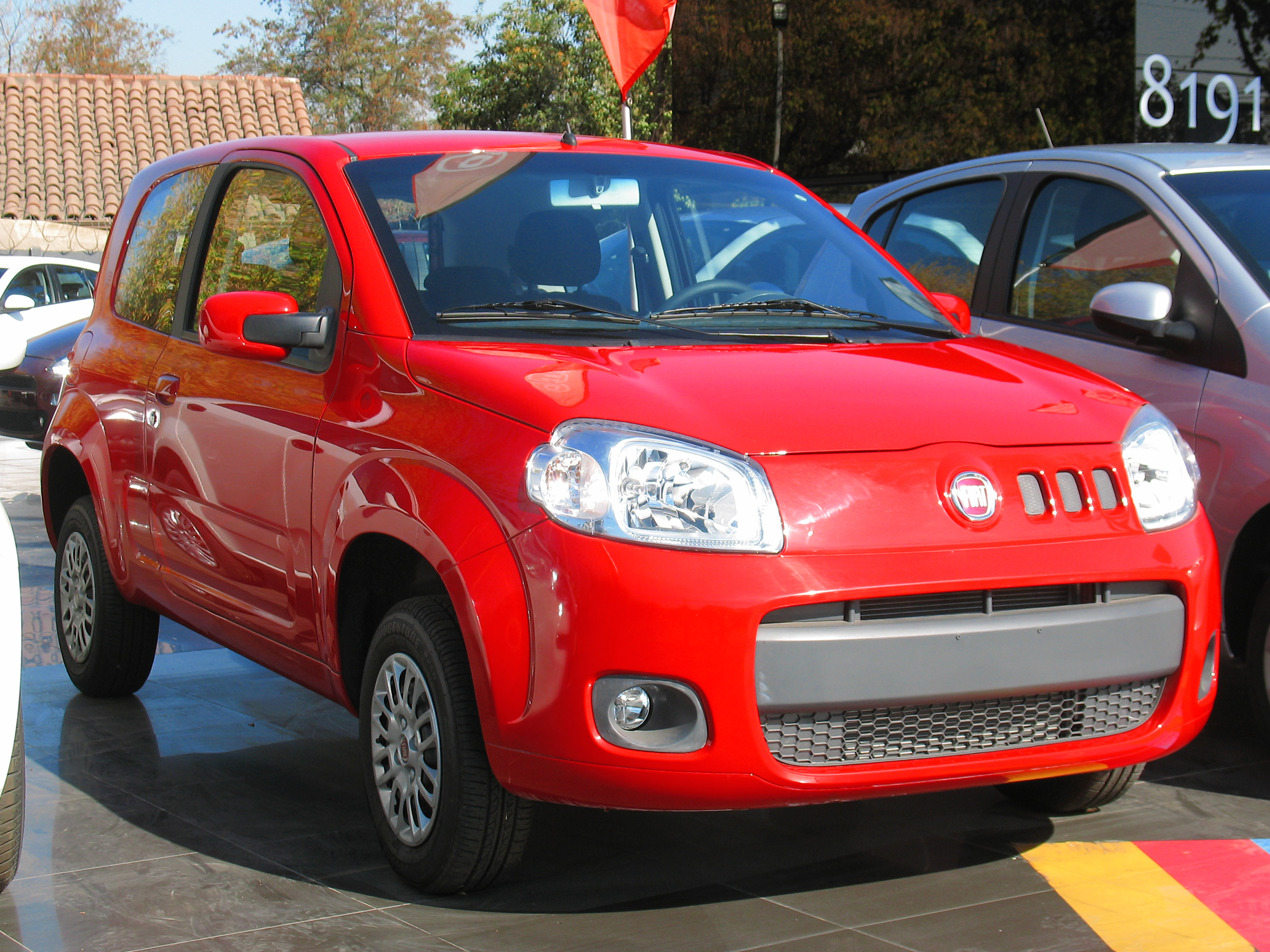
2014 Fiat Uno 1.4 Vivace
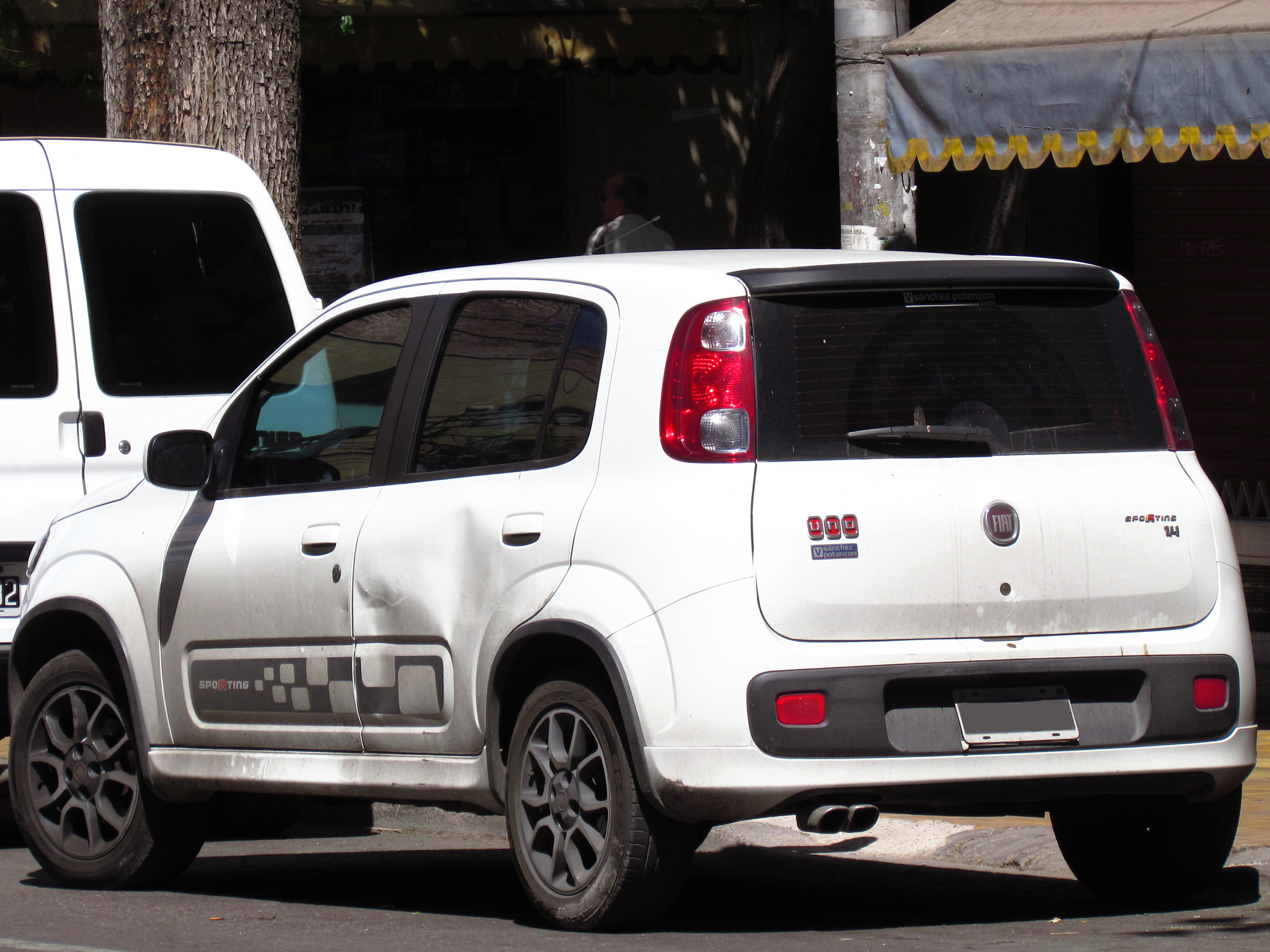
Uno Sporting (2010—2014)